# East of England
The East of England, også kendt på dansk som Øst-England, er en af de 9 regioner i England. Regionen består af 6 ceremonielle grevskaber, men er administrativt inddelt i 11 forskellige områder.
Storbritannien som helhed havde 73 medlemmer af Europa-Parlamentet ved valget dertil i 2014. Disse medlemmer vælges i regionerne, hvor Nordirland, Skotland, Wales, og hver af de engelske regioner udgør valgkredse, på nær at det britiske oversøiske territorium Gibraltar er del af South West England-kredsen. The East of England havde 7 medlemmer i 2014.
The East of England blev stiftet i 1994, og har 5.388.140 indbyggere (2001). Landskabet i regionen er hovedsageligt lavt, og den højeste punkt er et unavngivet punkt tæt ved Ivinghoe Beacon ved Tring på 249 meter. Peterborough, Luton og Thurrock er regionens største byer.

## Ceremonielle grevskaber
- Bedfordshire
- Cambridgeshire
- Essex
- Hertfordshire
- Norfolk
- Suffolk

## Administrativ inddeling
| Områder i the East of England. | 1. Thurrock 2. Southend-on-Sea 3. Essex 4. Hertfordshire 5. Luton 6. Bedford og Central Bedfordshire 7. Cambridgeshire 8. Peterborough 9. Norfolk 10. Suffolk |

### Enhedslige myndigheder
Der er 6 enhedslige myndigheder i the East of England:
- Bedford (ceremonielt en del af Bedfordshire)
- Central Bedfordshire (ceremonielt en del af Bedfordshire)
- Luton (ceremonielt en del af Bedfordshire)
- Peterborough (ceremonielt en del af Cambridgeshire)
- Southend-on-Sea (ceremonielt en del af Essex)
- Thurrock (ceremonielt en del af Essex)

### Non-metropolitan counties
Der er 5 non-metropolitan counties i the East of England:
- Cambridgeshire (dækker det ceremonielle Cambridgeshire på nær Peterborough)
- Essex (dækker det ceremonielle Essex på nær Southend-on-Sea og Thurrock)
- Hertfordshire (dækker hele det ceremonielle Hertfordshire)
- Norfolk (dækker hele det ceremonielle Norfolk)
- Suffolk (dækker hele det ceremonielle Suffolk)